# Campo la Granja
Campo la Granja är en ort i Mexiko.   Den ligger i kommunen Simojovel och delstaten Chiapas, i den sydöstra delen av landet, 700 km öster om huvudstaden Mexico City. Campo la Granja ligger 552 meter över havet och antalet invånare är 274.
Terrängen runt Campo la Granja är varierad. Runt Campo la Granja är det ganska glesbefolkat, med 45 invånare per kvadratkilometer. Närmaste större samhälle är Simojovel de Allende, 1,2 km sydväst om Campo la Granja. I omgivningarna runt Campo la Granja växer huvudsakligen savannskog.